# All About Steve
«All About Steve» (рус. Всё о Стиве) — десятая серия первого сезона мультсериала «Американский папаша!». Премьера серии была 25 сентября 2005 года.

## Сюжет
Хакер закрывает гидроэлектростанцию. Когда Том Йоргенсен, человек, который является «единственным самым ценным оружием против террора», трагически врезается в дамбу, все остающиеся ресурсы ЦРУ, сосредоточены на ловли хакера. Но сначала они практикуются для игры софтбола отца и сына. Стэн назвал Стива «настоящим войнам», хотя Стив полностью погружён игрой Dungeons & Dragons. Стэн берёт Стива в «Большого отбивающего», чтобы полировать его навыки, чтобы иметь крупного сильного отбивающего игрока, показано, что Стив не атлет, хотя Стэн думает, что всё наоборот. Таким образом Стэн берёт Стива и его друзей в раздевалку игроков «Нью-Йорк Янкис», чтобы встретить Дерека Джитера. Но когда эти четверо снимают свои бейсбольные жакеты, чтобы показать униформы Звёздного пути, Джитер говорит Стэну, что его сын — нерд.
В опровержении Стэн бежит домой. Он находит игрушки Стива, и алгебру спрятанную в порнографическом журнале. Ужасну-то Стэн говорит Фрэнсин что Стив — нерд, но она нормально на это реагирует и хочет чтобы Стэн смирился с этим. У Стэна начинается пустула от стресса. Стэн обманывает Стива, симулируя, что на улице идёт дождь и приходит на софтбол с двадцатилетним афроамериканцем («Дэрнел» Смит). Стив выясняет, что он был обманут и рассердился. Стэн идет к дантисту, теперь он должен получить скобы из-за того, что он скрепел зубами. Теперь, когда у Стэна есть пустула и скобы, другие агенты ЦРУ бьют и высмеивают его. Они обманули Стэна, точно так же, так он обманул Стива. Стэн возвращается домой и в подвале он узнаёт, что язык хакера — тот же самый язык, используемый в игре Стива. Друг Стива Снот регулируют «заднюю скобку Стэна», чтобы избавиться от его шепелявости, и они переводят примечания хакера, обнаруживая, кто хакер. Напряжение Стэна вместе с пустулой проходят. Они идут на съезд научной фантастики, чтобы найти хакера Дэна Веббера, поклонника Джона Рональда Руэла Толкиена, который надеется воссоздать средневековье.
Роджер чувствует себя запертым в доме, он думает, что это как «тюрьма, только без радостей ежедневного досмотра». Первая идея Хейли, сходить на пляж в роли саудовской студентки по обмену, но, никто с ним не разговаривал. Затем, Роджер получает работу в качестве рекламирующего сок в костюме пластикового стакана с трубочкой, но это заканчивается тем, что человек в костюме тако избивает Роджера. Хейли берёт Роджера на съезд научной фантастики, где он может притворяться, что он в костюме. На съезде Роджер находит человека по имени Курт, которого Роджер когда-то зондировал. Роджер проводит следующие два часа в туалете, скрываясь от Курта.
Стэн, Стив и его друзья ищут Дэна Вебера, тот одет как Фродо Бэггинс и против человека в костюме Люка Скайуокера. После борьбы и преследования, Дэн Вебер опрокидывает на Стэна реквизит. Стив сжигает нижнее бельё Питера Джексона, которое он носил во время монтажа «страшил», чтобы отвлечь Дэна Вебера, Стив поднимает со Стэна реквизит. Стэн выстреливает в ногу Дэна Вебера, и его увозят в больницу. Стэн перед Баллоком говорит, что Стив понравилась автомобильная выставка, Стив его поправляет, но Стэн говорит, что Стив любит машины.